# Lijst van personages uit Back to the Future
Dit is een lijst van personages uit de filmtrilogie Back to the Future.

## Marty McFly
Marty is een van de twee hoofdpersonen uit de films. Hij is de jongste van de drie kinderen van George en Lorraine McFly. Verder heeft hij nog een oudere broer (Dave) en zus (Linda). In de filmreeks is Marty 17 jaar oud. Er is niet veel bekend over Marty's leven voor de eerste film, behalve dat hij op zijn achtste het tapijt in de woonkamer in brand stak.
Marty is de enige vriend van Doc Brown, maar het is niet bekend hoe hij ooit Brown heeft leren kennen. In een oude versie van het script voor de eerste film wordt vermeld dat Marty Doc leerde kennen toen deze hem op een dag benaderde om tegen betaling zijn garage op te ruimen. Deze verklaring wordt echter door veel fans niet geaccepteerd daar het in tegenstrijd is de vriendschap die Marty en Doc in de uiteindelijke versie van het script hebben. Schrijvers Robert Zemeckis en Bob Gale besloten expres niet te veel details te onthullen over Marty en Docs verleden.
Marty speelt gitaar en is op zijn middelbare school lid van een band genaamd The Pinheads. Verder is hij een getalenteerd skateboarder en kan, dankzij het spelen het arcadespel Wild Gunman, goed schieten met een revolver. Marty is over het algemeen erg moedig en slim, en kan ook beslist niet begrijpen hoe zijn vader zich zo door Biff op de kop laat zitten. Tevens is hij vindingrijk. Wel kan hij soms moeilijk situaties inschatten.
In de tweede film komt naar voren dat hij echter een breekpunt heeft. Hij kan er absoluut niet tegen als iemand hem een lafaard noemt. Als dit toch gebeurt voelt hij een enorme drang om te bewijzen dat hij niet bang is. Dit leidt meermaals tot hachelijke situaties. Zo blijkt in de tweede film dat Marty een auto-ongeluk kreeg toen hij op een uitdaging tot een straatrace inging, waardoor hij zijn carrière als gitarist moest opgeven en in het jaar 2015 een saaie kantoorbaan had gekregen. Ook haalt hij zich in de derde film een duel met Buford “Mad Dog” Tannen op de hals. Aan het eind van de derde film lijkt Marty genezen te zijn van deze drang zichzelf te bewijzen, en voorkomt zo het auto-ongeluk. Hierdoor wordt zijn toekomst een stuk rooskleuriger. In de animatieserie steekt zijn bewijsdrang echter toch weer de kop op.
In 2015 blijkt Marty 2 kinderen te hebben: Martin "Marty" Jr. en Marlene.

## Emmett Brown
Dr. Emmett Lathrop “Doc” Brown is een wetenschapper in Hill Valley. Hij is de tweede hoofdpersoon in de films.
Docs familie kwam naar Hill Valley in 1908, maar heette toen nog “Von Braun”. Doc zelf is gezien zijn leeftijd in de films vermoedelijk geboren rond 1920, maar in Back To The Future: The Game wordt 1914 als zijn geboortejaar gegeven. Hij is al sinds zijn jeugd fan van de boeken van Jules Verne, iets wat ook geleid heeft tot zijn interesse in wetenschap. Docs familie is erg rijk en kocht bij hun aankomst in in Hill Valley een groot landhuis. Dit huis is in 1955 nog altijd in Docs bezit. Volgens een krantenartikel dat in de eerste film te zien is, is het huis in november 1967 echter afgebrand. Als gevolg hiervan woont Doc in 1985 in de garage van het voormalige landhuis, dat hij tot een werkplaats/woonruimte heeft omgebouwd. Er zijn vermoedens dat Doc het huis opzettelijk in brand heeft gestoken voor het verzekeringsgeld. Doc heeft na de dood van zijn ouders het gehele familiefortuin geërfd, en dit gebruikt om zijn uitvindingen te bekostigen. In 1955 kwam Doc met het idee voor de flux capacitor, het apparaat dat tijdreizen mogelijk maakt, toen hij uitgleed en met zijn hoofd tegen een wastafel stootte. In de dertig jaar daarna bouwde hij zijn tijdmachine.
Volgens Back To The Future: The Game had Doc in zijn jongere jaren bruin haar, maar in de films is zijn haar inmiddels wit. Opmerkelijk genoeg heeft hij ook in 1955 al wit haar, hoewel hij dan slechts tussen de 35 en 40 jaar is. In de eerste film is Doc in 1985 zichtbaar verouderd ten opzichte van 1955. Tijdens zijn reis naar 2015 aan het eind van de eerste film laat Doc zichzelf echter een verjongingskuur geven, waardoor hij weer een jonger uiterlijk krijgt en zijn levensverwachting met 30 tot 40 jaar wordt opgerekt. In de delen 2 en 3 ziet hij er derhalve in 1985 net zo uit als in 1955.
Doc komt soms over als een verstrooide wetenschapper, en vertoont excentriek gedrag. Hij leeft als een kluizenaar en wordt door de meeste inwoners van Hill Valley gezien als zonderling. Alleen Marty is zijn vriend. Doc is tevens niet te beroerd soms drastische stappen te nemen om zijn doel te bereiken. Zo sluit hij in de eerste film een deal met Libische terroristen om zo het plutonium dat hij voor zijn tijdmachine nodig heeft te verkrijgen. Doc is aanvankelijk enthousiast over het tijdreizen en zelfs bereid ingrepen te doen in de tijdlijn (zo wil hij met behulp van de jonge Marty uit 1985 bijvoorbeeld verhinderen dat Marty's familie in 2015 in de goot zal belanden), maar gaandeweg ontdekt hij de gevaren van het tijdreizen en beseft hij hoe gevaarlijk zijn uitvinding is. Hij is in de tweede film zelfs bereid zijn machine te slopen om nog verdere problemen te voorkomen.
In de derde film ontmoet hij Clara Clayton. Wanneer hij per ongeluk achterblijft in 1885, trouwt hij met haar en samen krijgen ze twee kinderen. Doc bouwt ook een nieuwe tijdmachine uit een stoomtrein om terug te kunnen naar 1985.

## George McFly
George is de vader van Marty McFly.
In 1985, voordat Marty aan zijn eerste tijdreis begon, is hij nog steeds de (inmiddels gebrilde) nerd zoals hij ook in zijn schooltijd al was. Zijn superieur is Biff Tannen, die een autobedrijf heeft, en George wordt nog altijd door hem voor paal gezet, net zoals dat op school gebeurde. Biff laat George wel telkens het werk doen waar hij zelf niet slim genoeg voor is, net zoals hij George al op school zijn huiswerk liet maken. De reden dat George en Lorraine Baines, de moeder van Marty, met elkaar getrouwd zijn, is dat de vader van Lorraine George met de auto heeft aangereden juist op het moment dat George uit een boom viel. George bevond zich in die boom om met zijn verrekijker door het slaapkamerraam Lorraine gade te slaan. Na deze aanrijding werd Lorraine verliefd op hem, omdat ze medelijden met hem kreeg. Doc Brown noemde dit het Florence Nightingale-effect; een verpleegster die verliefd wordt op een patiënt.
Na Marty's tijdreis is de ontmoeting tussen zijn ouders veranderd. George heeft Lorraine uit de klauwen van Biff Tannen gered door hem een optater te geven. Vanaf dat moment was George superieur ten opzichte van Biff Tannen. Tevens blijkt hij een succesvol schrijver te zijn geworden.
In de tweede film wordt George alleen gezien in 2015, waarin hij en Lorraine nog altijd gelukkig getrouwd zijn, en via oud beeldmateriaal uit de eerste film in 1955.

## Lorraine Baines
Lorraine is de moeder van Marty McFly.
In 1985, voordat Marty aan zijn eerste tijdreis begon, is ze een mollige vrouw die aan de alcohol is. Ze predikt steeds dat ze vroeger in haar schooltijd altijd een heilige is geweest wat betreft het aanknopen van contacten met jongens. Ze zegt dat je zoiets altijd aan het toeval moet overlaten. Zo heeft ze ook George McFly leren kennen. Wanneer Marty haar jongere 'ik' in 1955 leert kennen blijkt dit absoluut niet het geval te zijn: als ze een jongen leuk vindt neemt zij wel degelijk het initiatief.
Na Marty's tijdreis is Lorraine echter een stuk slanker en mooier en ook haar opvatting over contacten met jongens is drastisch gewijzigd. Zij en George zijn nu een stuk succesvoller. In de tweede film blijken ze ook in 2015 nog gelukkig getrouwd te zijn. Ze maakt zich in deze tijd echter zorgen om Marty, die vast lijkt te zitten in een uitzichtloze baan.
In het alternatieve 1985 uit deel 2 is Lorraine Baines de vrouw van Biff Tannen en heeft ze zich, om Biff gunstig te stemmen, twee vergrote borsten laten aanmeten. Deze tijdlijn werd echter ongedaan gemaakt door Doc en Marty.

## Biff Tannen
Biff is de primaire antagonist van de films.
In 1955 zat hij op dezelfde school als Marty's ouders. Hij was verliefd op Marty's moeder, en gedroeg zich als een pestkop tegenover Marty's vader, George. Hij was echter niet de slimste en haalde de middelbare school enkel omdat hij George steeds dwong zijn huiswerk voor hem te doen. In het originele 1985 van de eerste film is er nog niet veel veranderd aan de verhouding tussen Biff en George; Biff is nog altijd de baas over hem bij het bedrijf waar ze beiden werken. Tevens heeft Biff al sinds de middelbare school een oogje op Lorraine McFly.
Dit alles verandert als Marty per ongeluk terug in de tijd reist naar 1955 en het daar net als zijn vader aan de stok krijgt met Biff. Hier leert hij zijn vader, George, voor zichzelf opkomen, waardoor deze uiteindelijk het lef heeft om Biff bewusteloos te slaan. Hierdoor ontstaat een nieuwe tijdlijn waarin Biff uiteindelijk een garage opent en George een van zijn klanten is, dus in feite de baas over hem.
In de tweede film ontdekt de inmiddels oude Biff in 2015 het bestaan van de tijdmachine, en gebruikt deze om zijn jongere versie uit 1955 een sportalmanak te geven waarmee hij alle sportwedstrijden van de komende jaren kan voorspellen, en zo een fortuin kan opbouwen. Dit plan slaagt en Biff wordt een rijke en machtige man die heel Hill Valley in zijn greep houdt. Tevens ruimt hij George uit de weg en trouwt eindelijk met Lorraine, hoewel hun huwelijk totaal geen liefde kent en hij haar regelmatig mishandelt. Wanneer Marty en Doc ontdekken wat er gebeurd is, herstellen ze de tijdlijn door in 1955 Biff de almanak weer afhandig te maken. Biff wordt hierdoor weer de garagehouder die hij aan het eind van de eerste film ook was geworden.
In de derde film speelt Biff alleen een bijrol op het eind.
Er wordt in de films niets vermeld over Biffs familie, maar het feit dat hij in 2015 een kleinzoon heeft bewijst dat hij rond 1985 ook getrouwd moet zijn en een kind moet hebben.

## Jennifer Parker
Jennifer is Marty's vriendin.
In de eerste film helpt ze Marty wanneer die te laat is voor school. Ook geeft ze hem haar telefoonnummer geschreven op een flyer voor het in stand houden van de torenklok (waarvan burgemeester Goldie Wilson van Hill Valley vindt dat hij vervangen moet worden, omdat de klok al sinds de blikseminslag in 1955 stilstaat). Hierdoor houdt Marty de flyer op zak, iets wat zijn redding blijkt te zijn wanneer hij in 1955 vast zit (de flyer geeft hem en Doc het idee om de bliksem te gebruiken om de DeLorean de energie voor een tijdreis te geven).
Aan het eind van de eerste film reist ze met Doc en Marty mee naar het jaar 2015. Aldaar ziet ze de bleke toekomst die zij en Marty zullen hebben; Marty heeft een uitzichtloze baan en zij is niet langer gelukkig met hun huwelijk. Ze wil zelfs van hem scheiden. Door het zien van haar oudere ik valt ze flauw en wordt door Doc en Marty weer mee teruggenomen naar 1985, waar ze haar achterlaten op het balkon voor haar huis.
Deze toekomst blijkt in de derde film echter ongedaan te zijn gemaakt wanneer Marty niet ingaat op een straatrace en zo een auto-ongeluk voorkomt.

## Clara Clayton
Clara wordt pas in de derde film geïntroduceerd, maar heeft daarin wel een belangrijke rol.
Ze kwam in 1885 naar Hill Valley voor de baan van lerares. Oorspronkelijk was er niemand om haar op te halen van het station. Daarom huurde ze een paard en wagen. De paarden sloegen echter op hol, waardoor ze in het ravijn viel dat daarna naar haar werd vernoemd.
Deze gebeurtenissen werden veranderd door de komst van Doc en Marty in het jaar 1885. Doc redt Clara nog net voordat ze in het ravijn valt. De twee worden op slag verliefd, waardoor het voor Doc moeilijk wordt om terug te gaan naar 1985. Hij bekent uiteindelijk aan haar dat hij uit de toekomst komt, maar ze gelooft hem uiteraard niet. Pas de volgende dag ontdekt ze dat Doc de waarheid vertelde wanneer ze Docs proefopstelling voor het plan om terug te reizen naar de toekomst ziet.
Uiteindelijk blijft Doc met haar achter in 1885, waarna ze trouwen en twee kinderen krijgen: Jules en Verne. In de animatieserie woont ze samen met Doc en hun kinderen in het Hill Valley van 1991. Ze blijkt zich in deze serie prima aan te hebben gepast aan het leven in de 20e eeuw. Zo is ze lerares geworden aan de basisschool van Hill Valley.

## Mr. Strickland
Mr. S.S. Strickland is het hoofd van de Hill Valley High School. Hij is al lange tijd bij de school betrokken en maakt zowel Marty als diens ouders mee. Als Marty Mr. Strickland in 1955 ook weer ziet, verbaast Marty zich erover dat Strickland toen ook al kaal was. Strickland vindt zowel George als Marty een lapzwans en dat deelt hij hun ook voortdurend mee.
In het alternatieve 1985 uit deel 2 keert Strickland terug als een werkloos heerschap met een jachtgeweer die zich voortdurend moet verdedigen tegen terroriserende jongeren.
In deel 3 maakt de kijker kennis met een voorouder van hem, de sheriff van Hill Valley.

## Buford “Mad Dog” Tannen
De schurk uit de derde film. Buford is de overgrootvader van Biff Tannen en een vogelvrijverklaarde die de bevolking van Hill Valley terroriseert. Hij heeft vooral een hekel aan Seamus McFly, een van Marty's voorouders. In de film is Doc 80 dollar schuldig aan Buford, iets waar Buford hem oorspronkelijk voor doodschoot, maar wat werd voorkomen toen Marty ook in 1885 arriveerde. Marty haalt zich een duel met Buford op de hals, maar weet dit door een truc die hij heeft gezien in een cowboyfilm toch te winnen. In de animatieserie blijkt dat Buford nog een broer en zus had.
Verder is er niet veel bekend over Buford, behalve dat hij voor de gebeurtenissen in de derde film al twaalf mensen had vermoord, waaronder een journalist die een negatief stuk over hem had geschreven. In de tweede film werd al iets over hem onthuld, wanneer een documentaire terugblikt op Biff Tannens succesvolle leven in het alternatieve 1985.

## Jules en Verne Brown
Doc en Clara's kinderen, vernoemd naar hun favoriete auteur Jules Verne. Ze komen in de films alleen even voor aan het eind van de derde film, maar in de animatieserie hebben ze een beduidend grotere rol.
Jules Eratosthenes Brown lijkt het meest op zijn vader. Hij is een wonderkind dat geregeld met eigen uitvindingen aan komt zetten. Op school is hij echter niet geliefd daar iedereen hem een nerd vindt.
Verne Newton Brown blijkt zich in de animatieserie het beste te hebben aangepast aan de 20e eeuw. Hij houdt onder andere van videospellen en gedraagt zich het meest naar zijn leeftijd. Hij draagt bijna altijd een wasbeermuts en is in tegenstelling tot Jules wel populair op school. Hij is echter ook vaak de oorzaak van een hoop problemen.

## Seamus en Maggie McFly
Twee voorouders van Marty, die in het Hill Valley van 1885 wonen. Ze zijn immigranten van Ierse komaf. Ze zijn niet geliefd en worden voortdurend geterroriseerd door Bufford Tannen. Marty helpt hen een handje op weg naar een beter leven.

## Griff Tannen
Griff Tannen is de kleinzoon van Biff Tannen. Hij is in 2015 al net zo'n pestkop als zijn grootvader vroeger was. Hij heeft bovendien zijn lichaam laten versterken met cyberimplantaten. Griff is aanvoerder van een bende jeugdige criminelen. Oorspronkelijk dwongen Griff en zijn bende Marty's zoon om de Hill Valley Payroll Substation te overvallen; iets waarvoor Marty jr. in de gevangenis belandde en zijn familie aan lager wal raakte. Toen Doc dit ontdekte, haalde hij Marty en Jennifer vanuit 1985 naar 2015 om dit te voorkomen. Marty slaagt er met succes in om zijn zoon voor deze fout te behoeden en Griff te laten arresteren.

## Einstein
Docs hond in 1985, genoemd naar de wetenschapper Albert Einstein. Hij wordt in de eerste film geïntroduceerd wanneer Doc hem gebruikt om de tijdmachine te testen. Aan het eind van de derde film reist hij met Doc en zijn familie mee naar een onbekend tijdperk.
In de animatieserie is Einstein een antropomorfe hond en een stuk slimmer dan de meeste andere honden.

## Copernicus
Docs hond in 1955, genoemd naar de wetenschapper Nicolaas Copernicus. Copernicus komt voor in het eerste en het derde deel.

## Marshal James Strickland
De sheriff van Hill Valley in 1885. Hij is een voorouder van Mr. Strickland. In de derde film onderbreekt hij een gevecht tussen Marty en Bufford. In een verwijderde scène wordt hij door Bufford vermoord.

## Kid Tannen
Irving "Kid" Tannen is de vader van Biff Tannen. Hij komt voor in Back to the Future: The Game, waarin blijkt dat hij een grote rol speelde bij illegal drankhandel tijdens de drooglegging in 1931. Hij spant geregeld Artie McFly, Marty's grootvader, voor zijn karretje. In 1937 werd hij gearresteerd, waarna zijn zoon Biff opgroeit bij zijn grootmoeder.
In een alternatieve tijdlijn die ook in het spel wordt gezien, wordt Kid een beruchte maffiabaas

## Douglas J. Needles
Douglas is een kennis van Marty in 1985. Hij was het die Marty oorspronkelijk uitdaagde tot de straatrace die het begin vormde van Marty's sombere toekomst. In 2015 ruïneert hij Marty's leven nog verder door hem over te halen mee te werken aan een illegale deal binnen het bedrijf waar ze beide werken, waardoor Marty wordt ontslagen. Na de gebeurtenissen uit Back to the Future Part III voorkomt Marty het auto-ongeluk echter.

## Match, Skinhead, en 3-D
Match, Skinhead en 3-D zijn in 1955 de vrienden van Biff. Hun bijnamen worden in de film zelf nooit genoemd, maar enkel in het script en de op de films gebaseerde boeken. Ze zijn net zulke grote pestkoppen als Biff zelf, maar laten zich door Biff zonder tegen te stribbelen commanderen.